# La leggenda di Enea
La leggenda di Enea (Legenda lui Aeneas) este un film italian din 1962 regizat de Giorgio Venturini⁠(d).

## Rezumat
Aeneas îi conduce pe supraviețuitorii războiului troian pe un nou pământ în Italia. Scenariul este bazat pe Eneida, un poem latin de Vergilius.

## Distribuție
- Steve Reeves ca Enea (Aeneas)
- Carla Marlier ca Lavinia, fiica lui Latino
- Liana Orfei⁠(d) - Camilla, regina Volscilor
- Giacomo Rossi-Stuart⁠(d) ca Eurialo (Euryalus)
- Gianni Garko⁠(d) ca Turno (Turnus⁠(d)), regele rutulilor
- Mario Ferrari⁠(d) ca regele Latino (Latinus⁠(d))
- Lulla Selli ca regina Amata, soția lui Latino
- Maurice Poli⁠(d) ca Mesenzio (Mezentius), slujbașul lui Turno
- Luciano Benetti ca Sergesto (Sergestus⁠(d))
- Pietro Capanna ca Bisia
- Enzo Fiermonte⁠(d) ca Acate (Achates)
- Charles Band ca Ascanio (Ascanius)
- Benito Stefanelli⁠(d) ca Niso (Nisus)
- Nerio Bernardi ca Drance
- Adriano Vitale ca dansator
- Walter Zappolini ca dansator
- Robert Bettoni ca Pallante (Pallas)

## Lansare
A fost lansat în Italia la 28 noiembrie 1962, cu o durată de 95 de minute. A fost lansat ca în Statele Unite  The Avengerîn iunie 1965, cu o durată de 105 minute.

## Vezi si
- Listă de filme istorice
- Listă de filme franceze din 1962
- Listă de filme italiene din 1962
- Listă de filme despre Roma antică‎‎